# محافظة سايذيبولي
 محافظة سايذيبولي (لاو:ໄຊຍະບູລີ) و(بالإنجليزية:Sainyabuli) هي محافظة تابعة لجمهورية لاوس الديموقراطية الشعبية تقع شمال غرب لاوس ويغطي المنطقة من جهة الغرب نهر مكيونغ الذي يعتبر حدود جغرافية طبيعة للمحافظة، تجاور سايذيبولي محافظة أودومكساي من الشمال وتجاورها من الجنوب مقاطعة فيينتيان ومن الشرق تجاور سايذيبولي مملكة تايلاند وتشترك بالحدود معا محافظات نان وفيتسانولوك وأوتاراديت وفاياو ,المحافظة جبيلة وتفتقر لطرق السيارات وترتبط بطريق أقليمي يربط المحافظة بالحدود التايلاندية، تتميز المحافظة بوفرة الاخشاب وزراغة الارز.

## التقسيمات الادارية
- تنقسم المحافظة الي 11 منطقة إدارية كمقاطعات (بلديات)

| 1. مقاطعة بوتين 2. مقاطعة هونجسا 3. مقاطعة كينزو 4. مقاطعة خوب 5. مقاطعة نجوين 6. مقاطعة باكلي 7. مقاطعة فيانج 8. مقاطعة ثونجميكساي 9. مقاطعة إكسيانغون 10. مقاطعة وسايذيبولي (عاصمة المحافظة) |